# Batytermograf
Batytermograf - przyrząd oceanograficzny, rodzaj termografu, do pomiaru i rejestracji temperatury wody morskiej na różnych głębokościach. Może wykonywać pomiary do głębokości kilkuset metrów. 